# アンドルノ・ミッカ
アンドルノ・ミッカ（伊: Andorno Micca）は、イタリア共和国ピエモンテ州ビエッラ県にある、人口約3,100人の基礎自治体（コムーネ）。

## 地理

### 位置・広がり

#### 隣接コムーネ
隣接するコムーネは以下の通り。括弧内のAOはヴァッレ・ダオスタ州、VCはヴェルチェッリ県所属を示す。
- ビエッラ
- カッラビアーナ、
- カンピーリア・チェルヴォ
- フォンテーヌモール (AO)
- ガビ (AO)
- ミアリアーノ
- ペッティネンゴ
- ピエディカヴァッロ
- ラッサ (VC)
- ロザッツァ
- サリアーノ・ミッカ
- タヴィリアーノ
- トッレーニョ

## 行政

### 分離集落
アンドルノ・ミッカには、以下の分離集落（フラツィオーネ）がある。
- Cacciorna, Cerruti, Colma Golzio, Locato Inferiore, Locato Superiore, Lorazzo Inferiore, Lorazzo Superiore, Ravizza, San Giuseppe di Casto